# طرح توسعه حرم شاهچراغ
طرح توسعه حرم شاهچراغ موسوم به طرح ۵۷ هکتاری، طرح گسترش حرم شاهچراغ در شهر شیراز است. بر اساس این طرح، قسمت زیادی از بافت تاریخی شیراز که در آن ۲۰۰ خانه تاریخی قرار دارد، تخریب می‌شود تا حرم شاهچراغ گسترش یابد. تخریب بافت تاریخی شیراز برای توسعه حرم شاهچراغ، مورد اعتراض و بحث برانگیر است.

## تاریخچه
حرم شاهچراغ، آرامگاه احمد بن موسی، ملقب به شاهچراغ، پسر موسی کاظم، امام هفتم شیعیان است که در کنار میدانی به نام احمدی در شهر شیراز قرار دارد. مادر ابواسحاق اینجو، پادشاه فارس، در سال ۷۴۵ هجری بر مقبره او گنبد بلند و وسیعی ساخت. در دوران شاه اسماعیل صفوی شاهچراغ توسعه یافت و به مرکز گسترش شیعه‌گری در جنوب ایران بدل شد. در دوران پهلوی، گنبد قدیمی آرامگاه را تعویض کردند و در دوران زمامداری سید علی خامنه‌ای توسعه حرم یک بار دیگر در دستور کار قرار گرفت.
تخریب بافت تاریخی مجاور حرم شاهچراغ، از دهه ۱۳۶۰ آغاز شد که در آن چندین خانه تاریخی نابود شد. در نیمه دوم دهه ۷۰ نیز تحت عنوان طرح بین‌الحرمین، حدود هفت هکتار دیگر از بافت تاریخی جنوب حرم تخریب شد.
طرح توسعه حرم شاهچراغ، در سال ۱۳۸۹ و در زمان ریاست جمهوری محمود احمدی‌نژاد، در شورای عالی شهرسازی و معماری به تصویب رسید و عملیات اجرایی آن از همان زمان آغاز شد. پس از چهار سال به علت مغایرت با «طرح جامع شهر شیراز» منتفی شد و کار به شکایت کشید و دولت حسن روحانی درخواست کرد قوه قضائیه وارد ماجرا شود.
اجرای این طرح در سال ۱۴۰۰ و با روی کار آمدن دولت ابراهیم رئیسی مجدداً از سر گرفته شد. و موجب نگرانی مردم شیراز و کنشگران فرهنگی این شهر شد که در کارزاری از عزت‌الله ضرغامی، وزیر میراث فرهنگی، صنایع دستی و گردشگری، درخواست کردند این طرح را متوقف کند.

## تخریب آثار تاریخی
در بافت تاریخی این طرح، ۲۵۰۰ اثر تاریخی ارزشمند وجود دارد که ۴۱۰ اثر در فهرست آثار ملی ایران ثبت شده‌است. تا بهمن ۱۴۰۱ بالغ بر ۲۰ هکتار از بافت تاریخی شیراز که نمایانگر تاریخ شهرنشینی در ایران در عصر زندیه است تخریب شده‌است. خانه شمس سلیمی و خانه یدالله منتصری مربوط به دوره قاجار و جز آثار ملی ایران همراه با ۱۵ اثر دیگر جزو خانه‌های تخریب شده‌است. همچنین در سال ۱۳۹۳ خانه حلی‌ساز، که در سال ۱۳۸۲ در فهرست آثار ملی ایران ثبت شده بود، تخریب و زمین این خانه تاریخی آسفالت شد. در همان زمان با توجه به احتمال تخریب دیگر خانه‌های تاریخی قرار گرفته در محله اسکندری در محدوده شاهچراغ، یگان حفاظت اداره کل میراث فرهنگی و گردشگری استان فارس در این محله مستقر شد.
برخلاف آنچه از سوی رسانه‌های حکومتی عنوان می‌شود، در طرح توسعه حرم شاهچراغ، ۳۶۰ هکتار از بافت تاریخی شیراز تخریب خواهد شد نه ۵۷ هکتار. به گفته طراحان قرار است با این تخریب‌ها و سپس توسعه حرم «شیراز تبدیل به بزرگ‌ترین شهر زیارتی خاورمیانه شود».
به گفته مهدی حاجتی، عضو پیشین و برکنار شده شورای شهر شیراز، خانه شهرام بهرامی، «مهم‌ترین و زیباترین خانه در آستانه تخریب» در محدوده این طرح است.